# Periploca somaliensis
Periploca somaliensis är en oleanderväxtart som beskrevs av Kasimierz Browicz. Periploca somaliensis ingår i släktet Periploca och familjen oleanderväxter. Inga underarter finns listade i Catalogue of Life.